# Tauchen (Verfahren)
Tauchen bezeichnet ein Verfahren zur Bearbeitung von Gegenständen. 
Durch Tauchen in einen flüssigen Stoff können Oberflächen versiegelt, veredelt oder sonst verändert werden, oder es wird durch die Temperatur auf den Werkstoff eingewirkt (Abschrecken, Härten).
Gebräuchlich ist das Tauchen vor allem zum Auftragen von Grundierungen auf Metall und Holz.
Typische Tauchbäder sind Wasser-, Färbe-, Säure- oder Ölbäder. Metallgegenstände können auch in PVC-Paste (PVC-Pulver mit viel Weichmacher) getaucht werden. Anschließendes Trocknen liefert Metallgegenstände, die dauerhaft vor Korrosion geschützt sind.